# 최희섭 (사회복지사)
최희섭 (崔嬉涉, 1919년 ~ 1998년)은 재단법인 북성육성회 이사장으로 사회봉사활동에 전념한 인물이다. 소외된 사람들을 위해 평생 사랑과 헌신의 발자취를 남겼고 기아에 허덕이는 방글라데시 어린이들을 돕는 데도 앞장섰다. 경기도 부천시 원미구 춘의동 산 2필지 9,429평(시가 5억원 상당.)을 부천시에 기부채납하여 공원조성의 기반을 마련하게 하였다.